# دو پنت
شهر دو پنت (به فرانسوی: De Pinte) در شهرستان گان در استان فلاندری شرقی در منطقه فلاندری در کشور بلژیک واقع شده‌است.

## نگارخانه

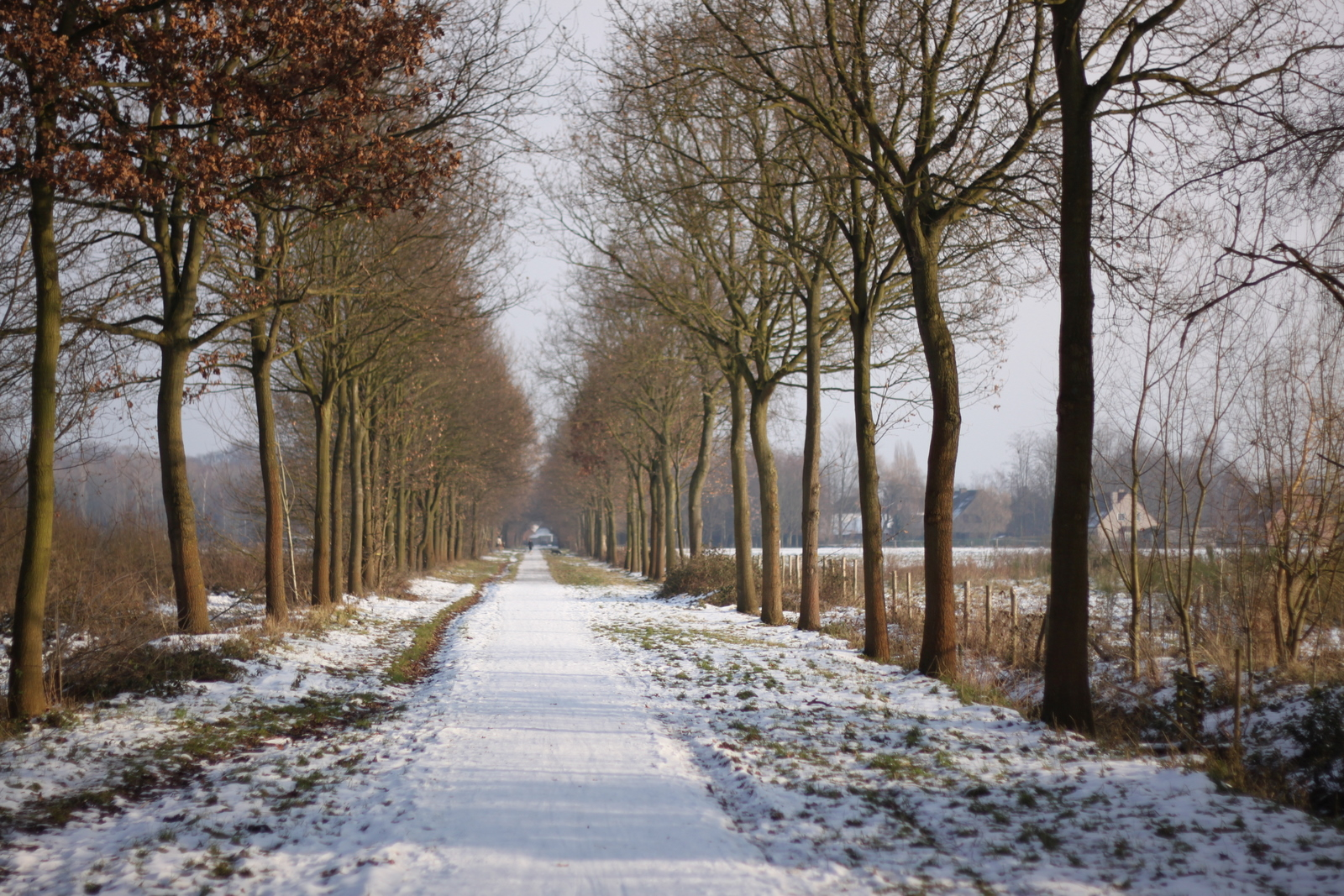
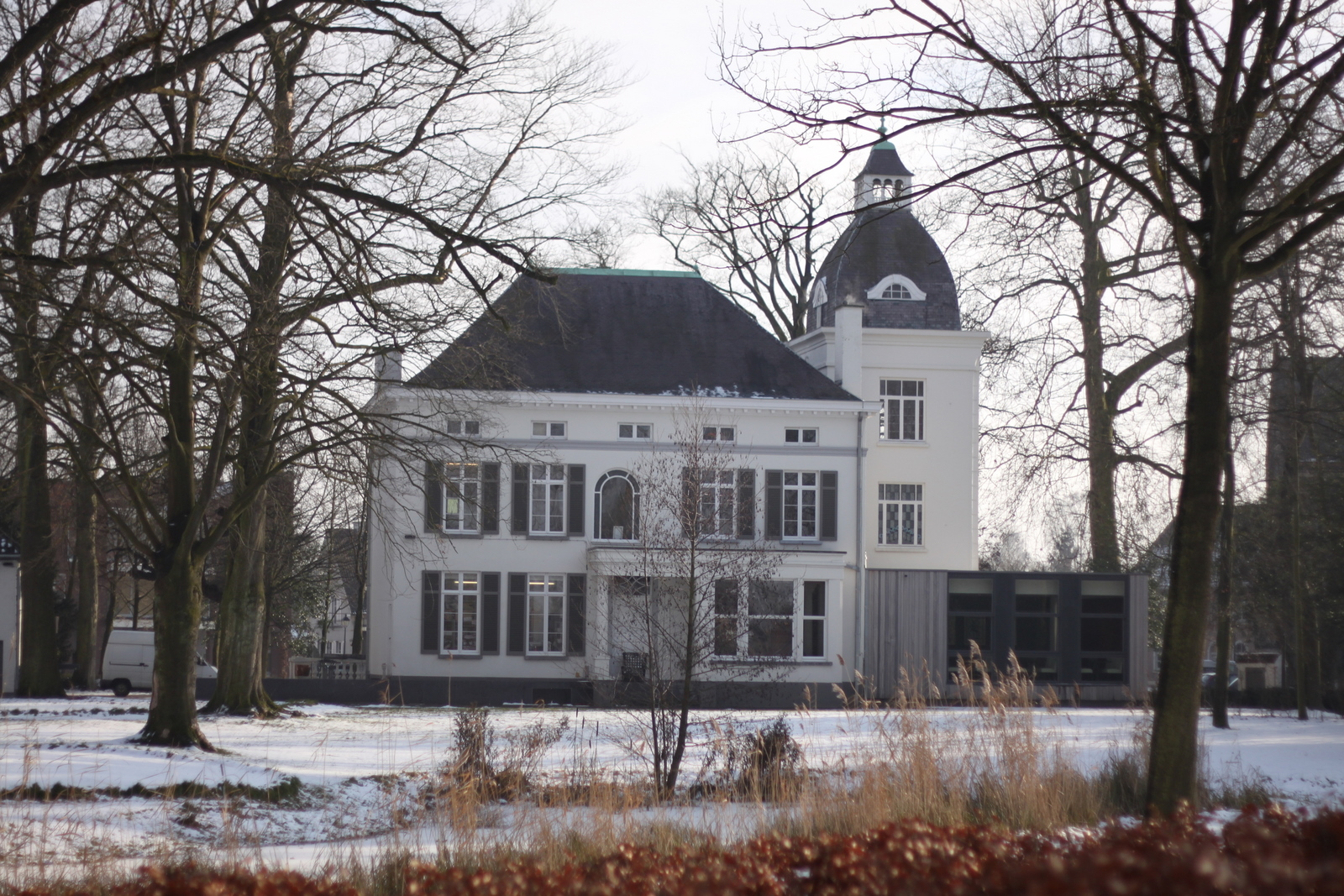
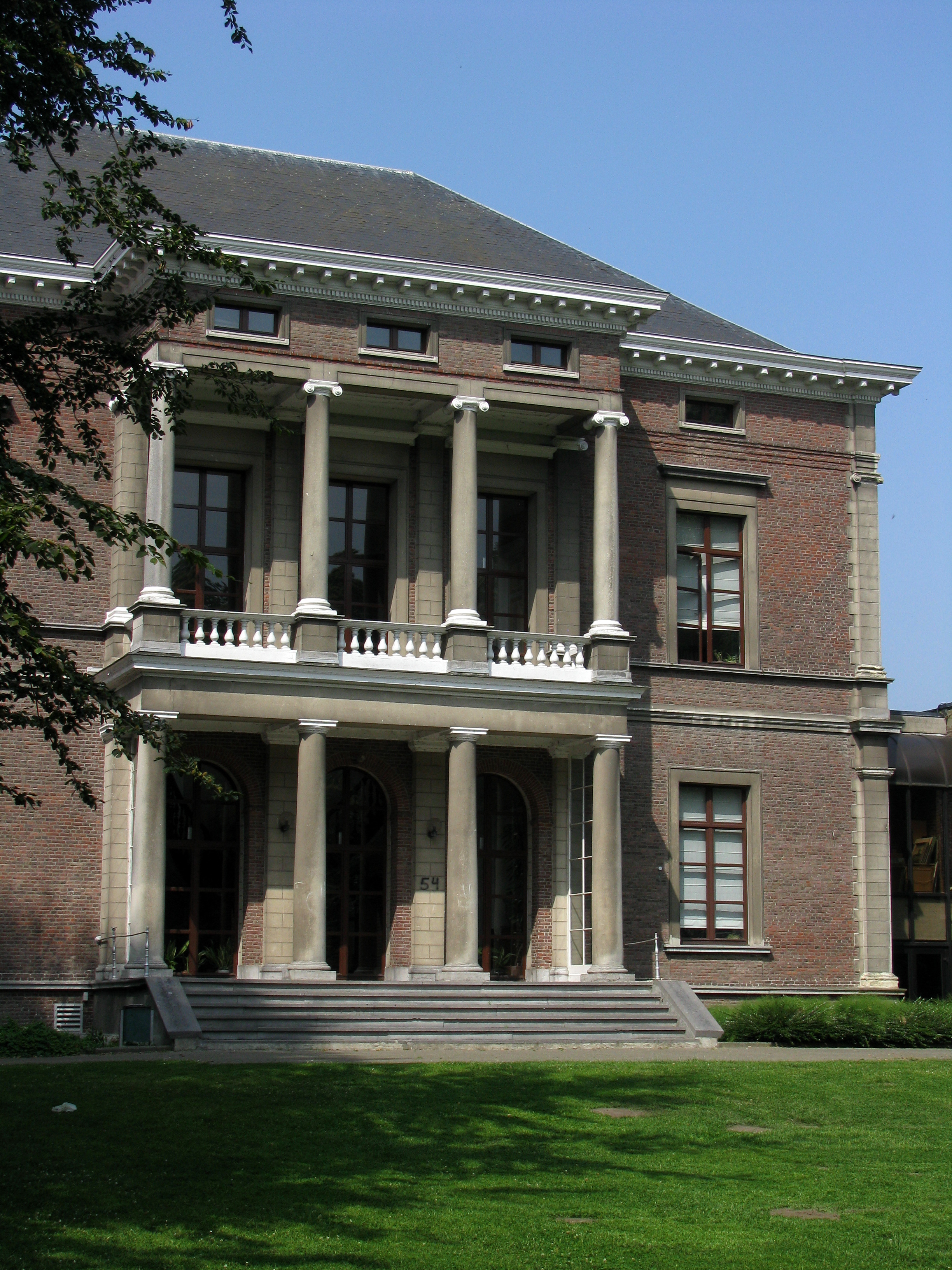
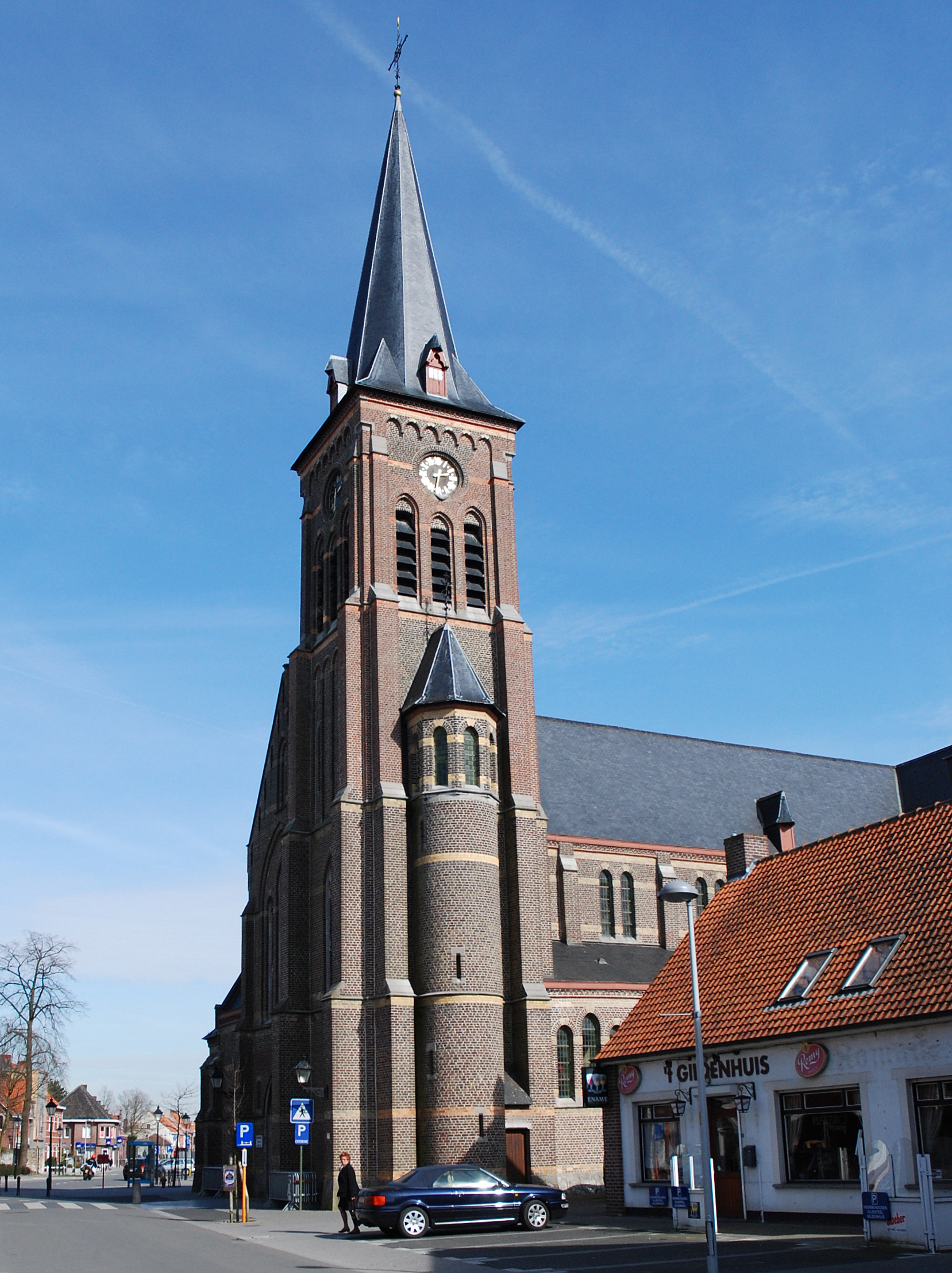